# Jänkkäjärvenrivier
De Jänkkäjärvenrivier (Zweeds: Jänkkäjärvenjoki) is een rivier die stroomt in de Zweedse  gemeente Kiruna. De Zweeds / Finse tenaamstelling is nogal vaag; het betekent Moeras-meer-rivier (Jänkkä-järven-joki), dat kan slaan op alle rivieren in deze omstreken. De rivier ontwatert een meer met eenzelfde vage naam: Jänkkäjärvi (moeras-meer). Het riviertje is circa 4 kilometer lang.
Afwatering: Jänkkäjärvenrivier → Äijärivier → Torne → Botnische Golf